# Canal de Revillagigedo
El canal de Revillagigedo, també conegut com a Revilla,és un braç de mar de l'oceà Pacífic que es troba a l'arxipèlag Alexander, a l'estat d'Alaska, Estats Units. S'estén al llarg de 56 km entre el continent, a l'est, l'illa de Revillagigedo, al nord, i l'illa Duke i l'illa Annette al sud-oest. Forma part del Passatge Interior.
El seu nom li va ser donat per Jacinto Caamano en honor a Juan Vicente de Güemes y Pacheco, segon comte de Revilla Gigedo, virrei de Nova Espanya l'any 1792.